# Weeraketiya
Weeraketiya é uma pequena cidade no Distrito Hambantota, Província do Sul no sul da Sri Lanka, aproximadamente 18 quilômetros (11 mi) por estrada ao norte de Tangalle. É conhecida por ser a cidade-natal de Mahinda Rajapaksa.  A cidade integra o Secretariado Divisional de Weeraketiya.

## História
O St. Joseph's Estate, operado em Weeraketiya durante o período colonial, foi produtor de tomates e cocos. Em 1969, os Alemães patrocinaram a instalação de transmissores de ondas-médias de 50 quilowatts em Maho e Weeraketiya. Foi instalado no primeiro bimestre de 1970.

## Localidades
A cidade fica próxima ao lago Udakiriwila Tank. O Templo Segalla de Pilares fica ao oeste da cidade, junto a Árvore Bo. A cidade possui o Colégio Central Rajapaksha e o Centro de Treinamento do Corpo Juvenil Nacional. Ao sul do tanque, está o Hospital Weeraketiya, a Escola Singapore Friendship e o Centro de Treinamento de Professores além do Colégio Central Weerakatiya Rajapaksha.